# Resilovo
Resilovo (bulgariska: Ресилово) är ett distrikt i Bulgarien.   Det ligger i kommunen Obsjtina Sapareva Banja och regionen Kjustendil, i den västra delen av landet, 50 km söder om huvudstaden Sofia.
I omgivningarna runt Resilovo växer i huvudsak blandskog. Runt Resilovo är det ganska tätbefolkat, med 116 invånare per kvadratkilometer.